# Lesław i Wacław Janiccy
Lesław i Wacław Janiccy (ur. 8 maja 1944 w Lanckoronie – Wacław zm. 6 stycznia 2025 w Krakowie) – polscy aktorzy teatralni i filmowi, bracia bliźniacy występujący najczęściej jako duet, jubilerzy. Wieloletni artyści teatru Cricot 2.

## Życiorys
Ich ojciec Tadeusz był szlifierzem diamentów. Lesław studiował malarstwo na Akademii Sztuk Pięknych w Krakowie, w pracowni Adama Marczyńskiego, natomiast Wacław – historię sztuki na Uniwersytecie Jagiellońskim.
W 1966 rozpoczęli współpracę z Tadeuszem Kantorem, biorąc udział w happeningu Linia podziału. Od tego czasu występowali we wszystkich spektaklach teatru Cricot 2 aż do śmierci Kantora w 1990 roku. Od tego czasu corocznie w rocznicę śmierci Kantora, 8 grudnia, występowali jako żywe pomniki, Chasydzi z Deską Ostatniego Ratunku, na ulicy Kanoniczej.
Na dużym ekranie zadebiutowali w 1974 jako bracia Kiemlicze w ekranizacji Potopu. Lesław wcielił się w Damiana, zaś Wacław – w Kosmę. Później pojawiali się w telewizyjnych nagraniach spektakli Kantora i gościnnie w innych produkcjach, np. serialu Na dobre i na złe w 2005 roku.
W 2000 roku nakładem Wydawnictwa Znak ukazała się książka Dziennik podróży z Kantorem 1979–1990, w której bracia opisali swoją współpracę z twórcą Cricot 2. Z okazji 40-lecia Cricoteki w 2021 odznaczeni zostali Złotym Medalem „Zasłużony Kulturze Gloria Artis”
Byli regularnymi uczestnikami wydawanego w latach 2010–2015 pisma mówionego Gadający Pies.
Prowadzili w Krakowie firmę jubilerską.
Wacław zmarł 3 stycznia 2025. 14 stycznia po mszy świętej w kościele Mariackim został pochowany w grobie rodzinnym na cmentarzu Rakowickim (kwatera LVI, rząd 8, miejsce 3, 4).